# Oreocyba elgonensis
Oreocyba elgonensis là một loài nhện trong họ Linyphiidae.
Loài này thuộc chi Oreocyba. Oreocyba elgonensis được Jean-Louis Fage miêu tả năm 1936.